# (35980) 1999 NO3
1999 NO3 (asteroide 35980) é um asteroide da cintura principal. Possui uma excentricidade de 0.04114680 e uma inclinação de 9.53402º.
Este asteroide foi descoberto no dia 13 de julho de 1999 por LINEAR em Socorro.